# K
K oder k (Aussprache: [k], Aussprache der Benennung des Buchstabens: [kaː]) ist der zehnte Buchstabe des klassischen und der elfte Buchstabe des modernen lateinischen Alphabets. Er bezeichnet einen Konsonanten.
Der Buchstabe K hat in deutschen Texten eine durchschnittliche Häufigkeit von 1,21 Prozent. Er ist damit der 19.-häufigste Buchstabe in deutschen Texten.

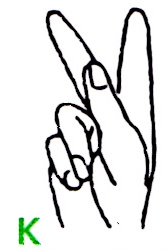
Buchstabe K im Fingeralphabet

Das Fingeralphabet für Gehörlose bzw. Schwerhörige stellt den Buchstaben K dar, indem Zeigefinger, Mittelfinger und Daumen nach oben gespreizt werden und die restliche Finger auf der Handfläche liegen.

"K" im Datenaustausch: Diagramm der V.28/RS232-Signalisierung, wie sie bei der Abtastung mit einem Oszilloskop für ein großes ASCII-Zeichen "K" (0x4b, 0100 1011_{2}) mit 1 Startbit, 7 Datenbits, geradem Paritätsbit und 1 Stoppbit zu sehen ist.

## Aussprache
Der Buchstabe K ist im Deutschen de stimmlosen velaren Plosiv [⁠k⁠]. Im Schwedischen kann er auch für den stimmlosen alveolopalatalen Frikativ [⁠ɕ⁠] stehen.

## Herkunft
| Handfläche (protosinaitisch) | Phönizisches Kaph | Klassisch-Griechisches Kappa | Etruskisches K | Lateinisches K |
| Handfläche (protosinaitisch) | Phönizisches Kaph | Griechisches Kappa           | Etruskisches K | Lateinisches K |

In der protosinaitischen Schrift stellt der Buchstabe eine Handfläche dar. Im phönizischen Alphabet war der Buchstabe schon stark stilisiert. Er hatte den Namen Kaph (Handfläche) und stand für den Lautwert [k]. Das phönizische Zeichen Yodh wurde zum Teil wie ein gespiegeltes Kaph geschrieben, darf allerdings nicht mit diesem verwechselt werden.
In das griechische Alphabet wurde das Kaph als Kappa übernommen und hatte ebenfalls den Lautwert [k]. Zu Beginn zeigte die Öffnung des K noch nach links, nachdem die Griechen die Schreibrichtung auf von-links-nach-rechts wechselten, wurde der Buchstabe gespiegelt.
Die Etrusker übernahmen das Kappa in der ungespiegelten Variante. Die etruskische Sprache kannte keine stimmhaften Verschlusslaute. Die Etrusker verwendeten stattdessen drei Buchstaben, um /k/ wiederzugeben. Das K wurde verwendet, um [k] vor [a] wiederzugeben. Daneben wurde es nur in speziellen Situationen verwendet.
Die Römer übernahmen das K für den Lautwert [k] in ihr Alphabet und spiegelten es später analog zu den Griechen, als sich die Schreibrichtung änderte. Spätestens seit der Entwicklung des klassischen Lateins fristete der Buchstabe jedoch ein Schattendasein – der Laut [k] wurde vor allem durch den Buchstaben C wiedergegeben. In den romanischen Sprachen ist dies heute noch so, K wird dort, abgesehen vom Sardischen, nur in Fremdwörtern verwendet. Mit der Zeit hat sich im sogenannten Vulgärlatein, der Grundlage der romanischen Sprachen, der Lautwert des C vor den hellen Vokalen [e] und [i] über die Zwischenstufe [ t͡ɕ] (wie in deutsch Peitsche) von [k] nach [t͡s ] und dann weiter zu [s] bzw. [θ] (wie im Englischen: thing) entwickelt. Dieser Lautwandel, es handelt sich um eine Palatalisierung, hat in den ersten fünf bis sechs Jahrhunderten nach Christus stattgefunden.
Auch das Ergebnis der Entwicklung von lat. [k] vor a, o, u. wird in den betreffenden Sprachen nicht mit dem Buchstaben K, sondern mit C oder Ch dargestellt. Beispiele: lat. caput (Haupt) > franz. chef [ʃɛf], lat. culum (Hintern) > franz. cul [ky], span. culo [kulo], lat. collum (Hals) > franz. col [kɔl] (Kragen), cou [ku] (Hals), ital. collo, span. cuello ['ku̯eʎo].
  Andere Sprachen verwenden vor allem das K, um den Laut [k] eindeutig darzustellen. Die Schreibweise vieler Eigennamen (Catharina) und Ortsnamen (Cassel, Crefeld, Cöln u. a.) mit K wurde im deutschen Sprachraum bis Anfang der 1930er Jahre geändert und damit entlateinisiert.

## Verwendung

### Kreisstraßennamen
Kreisstraßen werden in Deutschland meist mit vorangestelltem K und einer Nummer gekennzeichnet.

### Kilo
Das kleine „k“ wird als Abkürzung für „Kilo“ – für das Tausendfache (1.000) von Maßeinheiten – verwendet (siehe auch Vorsätze für Maßeinheiten). Angelehnt daran wird in der Informatik der Vorsatz „Ki“ (früher nur „K“) für das 1.024-fache bei Maßeinheiten verwendet, die auf dem binären Zahlensystem basieren (siehe auch Binärpräfix).

### Jugendsprache
Das k wird von Jugendlichen auch als Abkürzung für das bestätigende okay genutzt, allerdings meist nur während des Chattens in Chatrooms wie zum Beispiel WhatsApp oder bei Facebook. Ausgesprochen wird es nicht als „K“, sondern als „Kay“. Ein Beispielsatz im Chatroom:
```
:Frage: Kannst du mir die Hausaufgaben später vorbeibringen?
:Antwort: K [oder: k]^^
```

In einigen spanischsprachigen Ländern, etwa in der Anden-Region, wird das k gerne als verniedlichende Variante für das gleich ausgesprochene qu oder c genutzt, etwa um Zuneigung auf eine besondere Weise auszudrücken (te kiero). Der peruanische Präsident Pedro Pablo Kuczynski nutzte für den Namen seiner Partei dieses Prinzip: Peruanos Por el Kambio.

### Kelvin
Das Kelvin (Einheitenzeichen: K) ist die SI-Einheit der thermodynamischen Temperatur.